# Острово (Слупецький повіт)
Острово (пол. Ostrowo) — село в Польщі, у гміні Повідз Слупецького повіту Великопольського воєводства.
Населення — 160 осіб (2011).
У 1975-1998 роках село належало до Конінського воєводства.

## Демографія
Демографічна структура станом на 31 березня 2011 року:
|          | Загалом | Допрацездатний вік | Працездатний вік | Постпрацездатний вік |
| -------- | ------- | ------------------ | ---------------- | -------------------- |
| Чоловіки | 83      | 15                 | 63               | 5                    |
| Жінки    | 77      | 14                 | 48               | 15                   |
| Разом    | 160     | 29                 | 111              | 20                   |